# Aristeidīs Galanopoulos
Aristeidīs Galanopoulos (in greco: Αριστείδης Γαλανόπουλος; Calamata, 29 settembre 1981) è un ex calciatore greco, di ruolo centrocampista.

## Carriera

### Nazionale
Gioca con la selezione greca le olimpiadi di Atene 2004, nelle quali gioca una gara, contro il Mali.